# بول بوينتيلو
بول أنتوني بوينتيل (بالإنجليزية: Paul Anthony Buentell؛ مواليد 16 يناير 1976) هو مُقاتل فنون قتالية مختلطة أمريكي سابق.

## وصلات خارجية
- بول بوينتيلو على موقع يو إف سي (الإنجليزية)
- بول بوينتيلو على موقع بيلاتور (الإنجليزية)
- بول بوينتيلو على موقع شيردوغ (الإنجليزية)
- بول بوينتيلو على موقع Tapology.com (الإنجليزية)
- بول بوينتيلو على موقع IMDb (الإنجليزية)
- بول بوينتيلو على موقع قاعدة بيانات الفيلم (الإنجليزية)